# Łatr
Łatr (od niem. Lachter lub Klachter) – dawna miara górnicza, równa 2,016 m. Łatr dzielił się na 10 stóp łatrowych, 100 cali łatrowych, 1000 linii.
W zależności od ośrodka górniczego łatr mógł posiadać różne wymiary, np.:
- 1 łatr śląski = 1,919 m
- 1 łatr harzowski (stosowany w górach Harzu) = 1,925 m
- 1 łatr olkuski = 1,936 m
- 1 łatr saski = 1,977 m (później tzw. nowy łatr saski = 2,000 m)
- 1 łatr polski = 2,016 m
- 1 łatr węgierski = 2,025 m
- 1 łatr pruski = 2,092 m